# 克里斯·布萊恩
克里斯佛·李·布萊恩（英語：Kristopher Lee Bryant，1992年1月4日—），為美國職棒大聯盟的三壘手。目前效力於科羅拉多洛磯，他先前曾效力於小熊和巨人等隊。

## 早年
布萊恩在內華達州就讀高中(Bonanza High School )時，也參加了學校的大學棒球4年的時間，在這4年期間他的打擊率高達.418長打率也高達.958，總共打了103支安打和47支全壘打。而且獲選今日美國所票選的棒球第一隊，在2010年美國職棒大聯盟在第十八輪第11順位被多倫多藍鳥選中但最後並未簽約，而選擇繼續就學於聖迭戈大學打大學棒球。
2011年布萊恩開始在聖迭戈大學做一位大學新人，在這一年布萊恩有.365的打擊率及.482的上壘率和.599的長打率其中包含9支全壘打。還獲得了西海岸會議West Coast Conference (WCC)所票選的年度最佳新人以及年度球員獎，和馬可·岡薩雷斯共同獲獎。
在2012年他同樣獲選西海岸會議West Coast Conference (WCC)所票選的年度球員獎且獲選美國棒球(Baseball America)所選的年度第一隊，這年他在57場比賽中打擊率.366打點(57)全壘打(14)得分(59)安打(79)保送(39)上壘率(.483)長打率(.671)且在57次嘗試盜壘中盜壘成功53次，且在（3月16日和18）這兩場比賽中9打數6安打其中包含4支全壘打打回10分打點，這年夏天布萊恩還獲選代表美國國家隊。
2013年布萊恩總共打了31發全壘打領先全美國大學生，這年他還獲得了金釘鞋獎（Golden Spikes Award）和迪克豪瑟獎（Dick Howser Trophy），這些都說明了布萊恩為當時全美最強的大學生棒球選手，他還獲得了路易斯維爾棒球年度第一隊和美國年度的大學棒球新聞全國最佳球員。

## 職業生涯

### 小聯盟時期

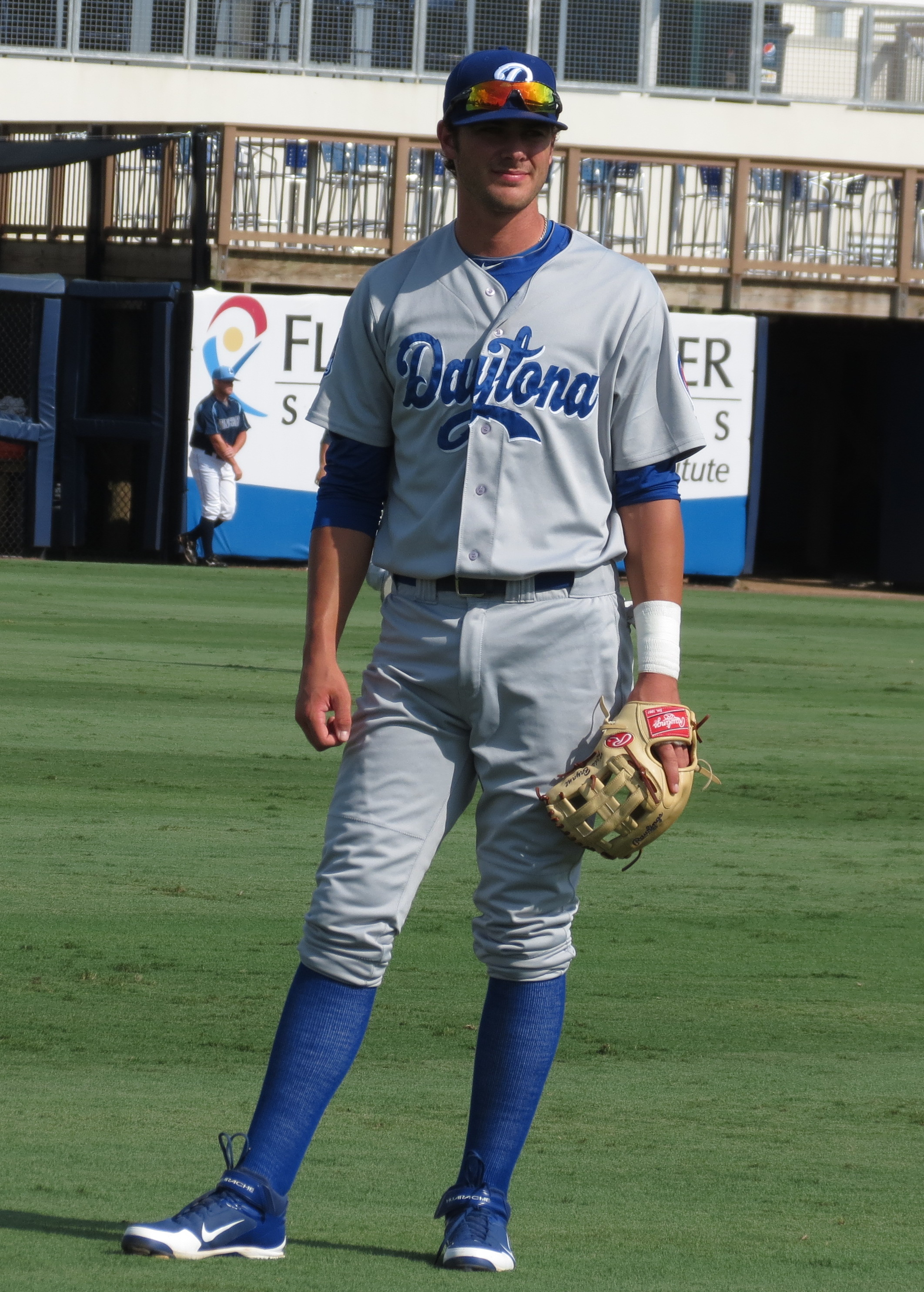
布萊恩在2013年小聯盟代表小熊隊所屬的高階1A球隊比賽時。

在2013年的美國職棒大聯盟選秀會上布萊恩被看好會在第一順位被休士頓太空人選中，但最後休士頓太空人選擇了投手Mark Appel所以布萊恩在第二順位被芝加哥小熊隊選中。許多棒球專家球探及管理層一致看好布萊恩能在短期內上大聯盟是名最安全的選秀球員，而布萊恩在簽約截止日的2天前與芝加哥小熊達成了670萬美元的簽約金。

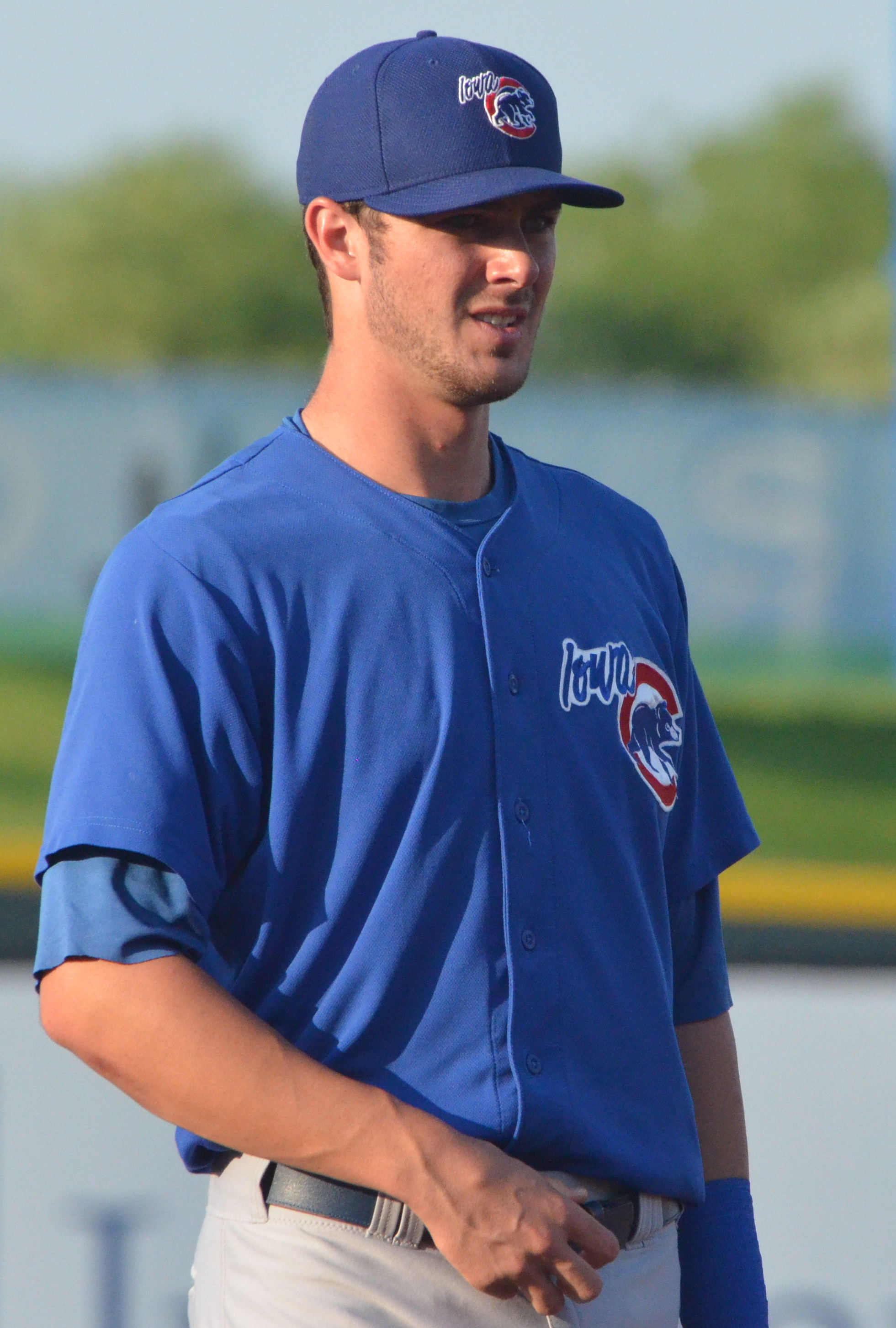
布萊恩在2014年代表小熊隊所屬的3A球隊比賽時。

布萊恩在短期1A（Class A Short Season）開始他的職業生涯,他在18場比賽中打擊率.354且4發全壘打，馬上被升到高階1A（Class A Advanced）然後他在16場比賽中打擊率(.333)全壘打(5)支包含(14)分打點，還幫助球隊在高階1A獲得了冠軍。季後他還參加了亞利桑那全聯盟(Arizona Fall League)，最後他還獲得了最有價值球員獎(MVP)，他在這的20場比賽中打擊率(.364)上壘率(.457)長打率(.724)。
2014年球季布萊恩於2A（Class AA）開始打起，最後他還入選了南部聯賽(Southern League)的全壘打大賽以及全明星賽，在2A的68場比賽中布萊恩打擊率高達.355全壘打22支和58分打點。隨後布萊恩馬上被升到3A（Class AAA），布萊恩在3A的70場比賽中擊出了(21)支全壘打及(52)分打點結束2014年球季，總計布萊恩在2014年小聯盟球季打擊率(.325)全壘打(43)支打點(110)分和(86)個四壞球保送，球季結束後布萊恩獲選今日美國(USA Today)所票選為小聯盟年度最佳球員以及小聯盟球員年度大獎(Baseball America Minor League Player of the Year Award)和小聯盟全壘打王的頭銜，還獲得評比為2015年小聯盟球員百大榜首。
2015年球季，布萊恩在受邀大聯盟春訓間在40個打數內擊出了9支全壘打領先所有春訓選手，春訓間他打擊率高達.425和.477的高上壘率，儘管表現優異布萊恩還是被芝加哥小熊技術性的下放到3A開始他的賽季，因為依照大聯盟的規定布萊恩只要在小聯盟在待上12天那麼芝加哥小熊在未來布萊恩上大聯盟時就能夠多擁有1年的控制權，而大聯盟球員工會（MLBPA）則發表:"這是棒球界最糟糕的一天"表明了對於小熊隊的行為感到不齒。而布萊恩在3A打了7場比賽留下打擊率(.321)全壘打(3)打點(10)的成績後終於被叫上大聯盟。

### 大聯盟時期
2015年
4月17日,布萊恩終於被芝加哥小熊徵招上大聯盟。布萊恩在生涯首場大聯盟比賽對戰聖地牙哥教士打第4棒但0-4遭到3次三振表現不佳,但在系列賽第2場擊出了2支安打一分打點以及3個四壞球保送幫助球隊在延長賽以7-6打敗聖地牙哥教士最後四月份結束雖然沒有擊出全壘打,但是打擊率.318長打率.455擊出10分打點和獲得10個保送。
5月表現依舊不理想,直到5月9日對戰密爾瓦基釀酒人隊,對Kyle Lohse擊出生涯首支全壘打也是之3分打點全壘打整個五月總共擊出7支全壘打以及22分打點16個四壞保送也獲得了單月最佳新秀。在6月17日對戰克里夫蘭印地安人由於前8局小熊取的10-0的領先,印地安人在九局上半派出外野手David Murphy來投球結果布萊恩擊出了生涯首支滿貫全壘打球隊最後以17-0大敗印地安人隊。7月4日對戰邁阿密馬林魚布萊恩在二局下半對Jarred Cosart擊出生涯第2支滿貫全壘打,球隊最後以7-2贏球布萊恩成為1961年以來第二位在新人球季擊出2支滿貫全壘打的小熊球員,前一位是小熊名人堂球星Billy Williams(背號#26)。而布萊恩因為賈恩卡洛·斯坦頓因傷退賽的原因,遞補選進了2015年在辛辛那提紅人主場所舉辦的美國職棒大聯盟全明星賽,也是布萊恩生涯首次入選明星賽。7月25日布萊恩成為科爾·漢梅爾斯(無安打比賽)中的最後一位出局者。7月27日布萊恩在對戰科羅拉多洛磯在九局下半對約翰·阿克斯福德擊出2分再見全壘打,也是布萊恩生涯首支再見全壘打幫助球隊以9-8贏球。8月24日小熊在主場對戰印地安人,布萊恩在九局下半擊出再見全壘打以2-1打敗印地安人隊,也是布萊恩本季第二支再見全壘打。布萊恩全票通過拿下國聯新人王,為小熊隊史第6人。
2016年

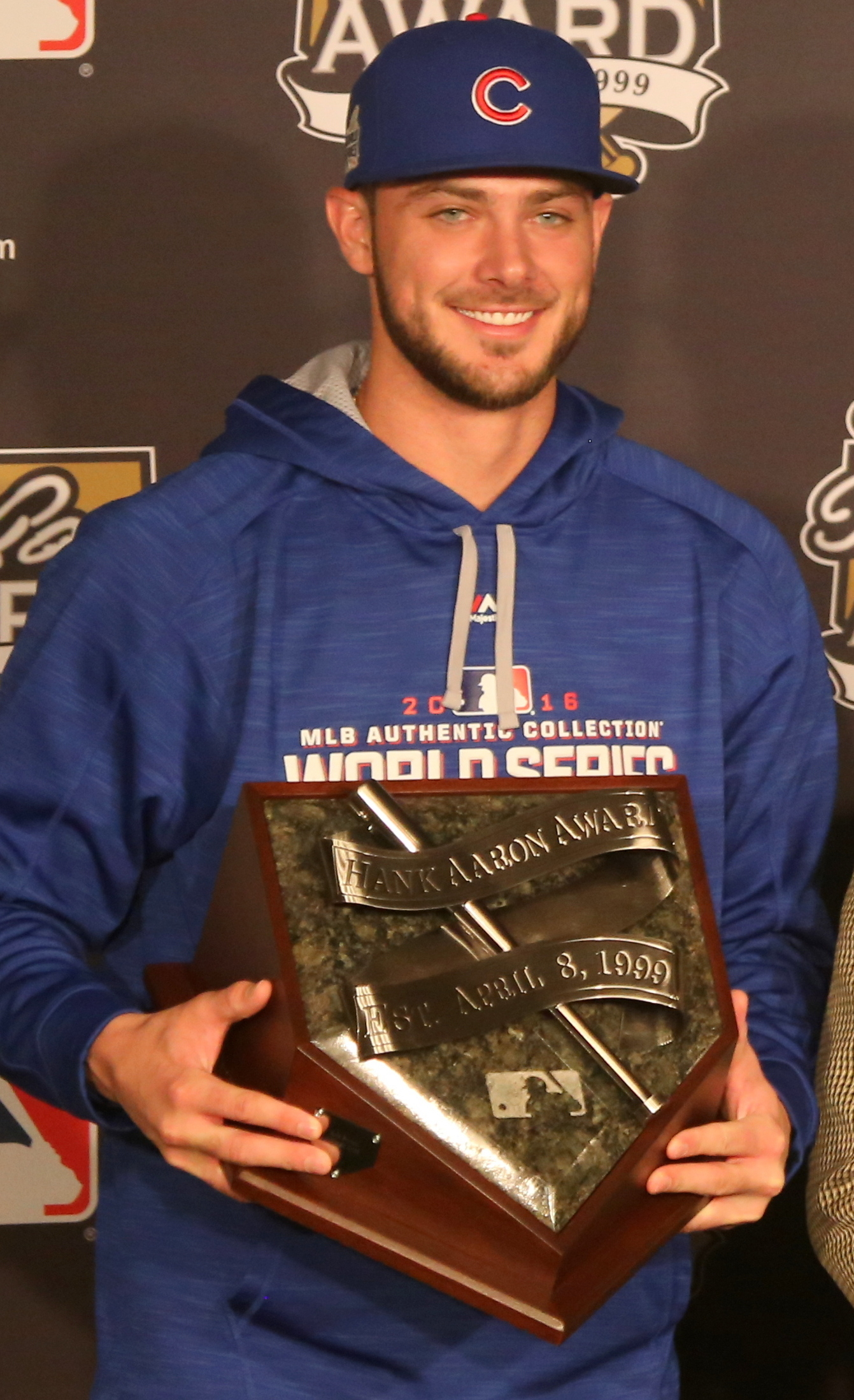
布萊恩在2016年拿下國聯漢克阿倫獎。

6月27日布萊恩對紅人隊,單場5打數5安打6分打點,其中為3支全壘打2支二壘安打,還成為大聯盟1913年以來，第1位單場三響砲外加2支二壘打的球員。。布萊恩球季結束拿到漢克阿倫獎,也是小熊隊史第二位在24歲以下打出單季35轟的球員。
10月10日季後賽對巨人第3戰九局上半球隊3-5落後布萊恩對巨人終結者打出2分全壘打追平比數,最後此場比賽延長十三局小熊5-6落敗。10月30日世界大賽第五戰,球隊已經1-3落後輸掉這場比賽的情況下就輸掉世界大賽的情況下,布萊恩在球隊0-1落後的情況下率先打擊擊出了陽春全壘打將比數追到1-1帶動全隊攻勢單局打下三分,最後在終結者阿羅魯迪斯·查普曼第七局提前登板全場投2+2⁄3局、4次三振的合作帶領下拿下小熊隊睽違71年世界大賽的第1場主場勝利,此場比賽布萊恩也是小熊隊史第一位在世界大賽擊出全壘打的三壘手,布萊恩五局下還追加盜壘成功，成為史上第3位24歲以下、在世界大賽單場開轟、盜壘的球員，前兩人是1956年洋基隊米奇·曼托、88年運動家隊荷西·坎塞柯。11月3日在世界大賽第七戰的第十局下半，由他處理最後一個出局數的三壘方向軟弱滾地球，傳給安東尼·瑞佐完成最後的出局數，幫助芝加哥小熊奪得世界大賽冠軍。在這個守備處理的過程中，邊笑邊接起傳球的畫面正好被轉播單位拍到，形成很有趣且特別的畫面。
在今年球季結束後，獲選為國家聯盟年度最有價值球員。

## 生涯成績
| 年度 | 隊伍       | 出賽 | 打數  | 得分 | 安打 | 二壘打 | 三壘打 | 全壘打 | 打點 | 盜壘 | 保送 | 三振 | 打擊率 | 上壘率 | 長打率 | 攻擊指數 |
| ---- | ---------- | ---- | ----- | ---- | ---- | ------ | ------ | ------ | ---- | ---- | ---- | ---- | ------ | ------ | ------ | -------- |
| 2015 | 芝加哥小熊 | 151  | 559   | 87   | 154  | 31     | 5      | 26     | 99   | 13   | 77   | 199  | .275   | .369   | .488   | .858     |
| 2016 | 芝加哥小熊 | 155  | 603   | 121  | 176  | 35     | 3      | 39     | 102  | 8    | 80   | 154  | .292   | .385   | .554   | .939     |
| 合計 | 芝加哥小熊 | 306  | 1,126 | 208  | 330  | 66     | 8      | 65     | 201  | 21   | 157  | 353  | .284   | .377   | .522   | .900     |

## 外部連結
- 球員資訊和成績在MLB ，ESPN ，Retrosheet ，Baseball Reference ，Baseball Reference (Minors) ，Fangraphs ，The Baseball Cube （英文）
- San Diego Toreros bio
- 克里斯·布萊恩的X（前Twitter）